# 차이창

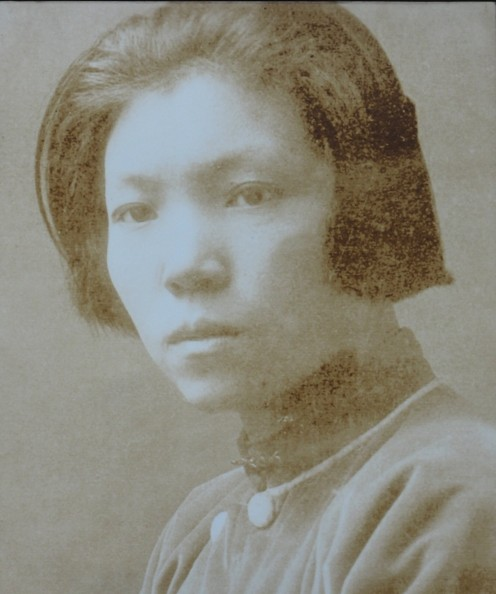
차이창

차이창(중국어 간체자: 蔡畅, 정체자: 蔡暢, 병음: Cài Chàng, 1900년 5월 14일 – 1990년 9월 11일)은 중국의 정치인이자 여성운동가로, 중국 여성권리단체인 전중국여성연맹의 초대 회장이었다.

## 생애
차이창은 1900년에 중국 후난성 샹탄시의 중산층 하층 가정에서 태어났다. 그녀의 어머니는 그녀의 남편을 떠났고,  그녀의 소지품을 팔아서 그녀의 아이들이 학교에 다닐 수 있게 했다. 차이창은 여성의 교육을 강하게 믿었고, 독신 서약을 위해 결혼에 대한 생각을 버렸다. 그녀의 어머니는 차이창의 중매 결혼을 피함으로써 그녀를 도왔다. 차이창은 1916년까지 창사에 있는 주난 여자 중학교에 다녔다. 1917~1918년 겨울, 그녀는 마오쩌둥과 차이의 동생인 차이허썬이 실시한 업무 연구 프로그램인 신민학회에 처음으로 가입한 여성들 중 한 명이 되었다. 이 단체는 여성들이 그들만의 자구단을 만들고 정치에 적극적이 될 수 있도록 주창했다.
차이와 그녀의 어머니인 차이허썬, 그리고 차이허썬의 장래의 아내 샹징규가 유럽으로 갔으며, 차이창은 공장 노동자였다. 그녀는 모스크바에 있는 동양의 노동자들의 공산주의 대학을 포함한 다른 중국 사회주의 페미니스트 학자들과 함께 무정부주의, 마르크스주의, 레닌주의를 공부했다.
1922년, 차이창은 저명한 공산주의자인 리훈춘(Li Fuchun)과 결혼했다.

## 업적
1921년, 차이창은 중국으로 돌아왔고, 그곳에서 체육 선생님이 되기 위해 공부했다. 그녀는 몇 년 전에 다녔던 주난여학교에서 4년 동안 교편을 잡았다. 이 기간 동안 그녀는 중국 공산당에 가입했다.
차이창은 1925년 국민당 중앙여성부에서 일하기 위해 교직을 떠났다. 2년 후, 그녀는 중앙 여자 위원회에 가입하여, 샹징규의 부재로 그것을 이끌었다. 그녀는 "자유 선택은 모든 결혼의 기본 원칙이 되어야 한다"고 선언한 1930년의 결혼령을 제정하는 것을 도왔다." 그녀는 또한 1931년의 임시헌법을 쓰는 것을 도왔다. 1934-1935년, 그녀는 남편 리훈춘과 함께 긴 3월에 합류했다.
차이창은 1949년 이후 중국에서 잘 알려졌으며, 그곳에서 중화인민공화국 치하의 전중국여성동맹을 이끌었다. ACWF에서의 그녀의 업무 중 일부는 특권층 여성들이 과학과 문화 개선에 주도적인 역할을 하도록 돕는 전략을 세우는 것을 포함했다. 그러나 이것은 중국 공산당이 여성 해방보다 기술적, 경제적 향상을 강조하고 권력 있는 여성들만 괴롭혔던 중국의 관점을 지지했기 때문에 그녀의 비난을 받았다. 그것은 하층 여성들에게 도움이 되지 않고 오히려 그들을 전쟁 전의 역할로 돌아가게 만들었다.